# 王大用 (明朝宦官)
王大用，字惟賢，京師順天府霸州大城人，明朝宦官。

## 生平
正德年間，擔任禦馬監太監。嘉靖年間，出任遼府承奉，輔嗣王，為人忠誠。